# Jerzy Meyendorff
Jerzy Wolter Konrad bar. Meyendorff (ros. Барон Егор (Георгий) Казимирович Мейендорф, niem. Baron Georg Wolter Konrad von Meyendorff, ur. 10 czerwca 1795 w Klein-Roop, zm. 12 października 1863 w Würzburgu) – rosyjski ziemianin, oficer, naukowiec i odkrywca, tajny radca, starosta inflancki.

## Życiorys
Meyendorff pochodził z inflanckiej gałęzi niemiecko-bałtyckiej rodziny arystokratycznej Meyendorffów von Yxkull. Wraz z braćmi Kazimierzem i Piotrem uczęszczał do założonego przez Napoleona Bonaparte Lycee Impériale w Metz. Wstąpił do rosyjskiej służby wojskowej i brał udział w walkach podczas francuskiej inwazji na Rosję w 1812, następnie w wojnie VI koalicji (m.in. Bitwie Narodów i zdobyciu Paryża). Za odwagę wykazaną w bitwach został odznaczony Orderem św. Anny IV stopnia, Złotym Orężem „Za Waleczność” i Orderem św. Włodzimierza IV stopnia; 6 września 1813 otrzymał pruski Order Pour le Mérite („Za Zasługi”), ustanowiony przez Fryderyka Wielkiego i nadawany za dokonania militarne.
Studiował w Getyndze. W 1820 uczestniczył w misji dyplomatycznej z Orenburga do Chanatu Buchary. Wyprawa przeszła przez step, rozciągający się na zachód od Jeziora Aralskiego aż do wybrzeży Morza Kaspijskiego. Ważnym rezultatem misji, jak podkreślał później Alexander von Humboldt, była poprawiona kartografia wschodniego brzegu Jeziora Aralskiego. W dowód uznania za zasługi poczynione podczas wyprawy został awansowany do stopnia pułkownika. Raport z misji opublikował w dziele „Voyage d'Orenbourg à Boukhara, fait en 1820, à travers les steppes qui s'étendent à l'est de la mer d'Aral et au-delà de l'ancien Jaxartes”, wydanym w Paryżu w 1826. 
W 1824 został wysłany na wyprawę do Kiachty w celu zbadania szlaków handlowych do Chin, a w drodze powrotnej udał się do Astrachania i na Kaukaz.
W 1826 przeszedł do służby cywilnej. Od 1827 pracował w kancelarii Marii Fiodorowny, Carycy Matki. W latach 1829–1834 sekretarz Orderu św. Katarzyny Męczennicy. 1829–1835 dyrektor Państwowej Komisji Spłaty Długów, organu czuwającego nad polityką monetarną carskiej Rosji. Od 1854 członek Cesarskiego Rosyjskiego Towarzystwa Geograficznego.
Meyendorff był także aktywny w polityce lokalnej. W latach 1837–1847 starosta inflancki, wybierany wielokrotnie na przedstawiciela szlachty ziemstwa Inflant w Petersburgu.

## Rodzina
Jerzy Meyendorff był synem barona Kazimierza Meyendorffa, namiestnika Inflant i generała kawalerii oraz jego żony Anny Kathariny von Vegesack, córki sędziego naczelnego Rygi. Był właścicielem ziemskim, dziedzicem majątku Suddenbach (obecnie Bukas obok Mālpils na Łotwie). Jednym z jego braci był Piotr Meyendorff, dyplomata, ambasador Rosji w Austrii.

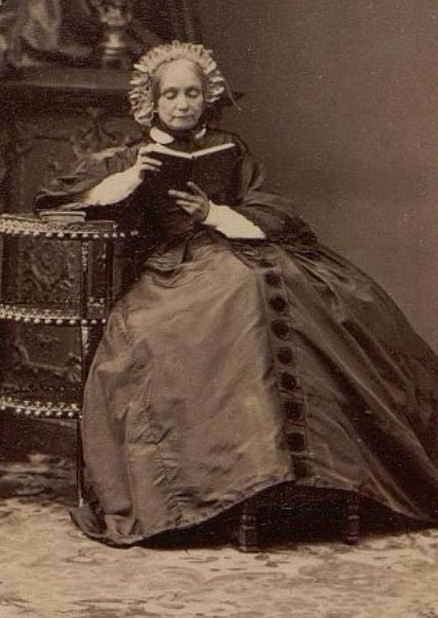
Zofia von Stackelberg

Żonaty z Zofią Stackelberg (1806–1891), najstarszą córką wybitnego rosyjskiego dyplomaty Gustava hr. Stackelberga i Karoliny Wilhelminy hr. Ludolf, wnuczką Otto Magnusa von Stackelberga, ambasadora rosyjskiego w Polsce. Mieli czworo dzieci:
- Elżbietę Karolinę Annę (1833–1916), numizmatyczkę, żonę Emeryka hr. Hutten-Czapskiego, kolekcjonera i numizmatyka. Ich synami byli Karol Czapski, prezydent Mińska i Jerzy Czapski, marszałek szlachty guberni mińskiej.
- Zofię Elżbietę (1835–1910), zamężną z Mikołajem bar. de Nicolay, tajnym radcą i dyplomatą.
- Georginę (1836–1897), żona dyplomaty Wasilija Nikołajewicza Cziczerina. Ich synem był dyplomata Gieorgij Cziczerin, ludowy komisarz spraw zagranicznych ZSRR.
- Kazimierza Gustawa Jerzego (1839–1848).